# بوكاهانتس

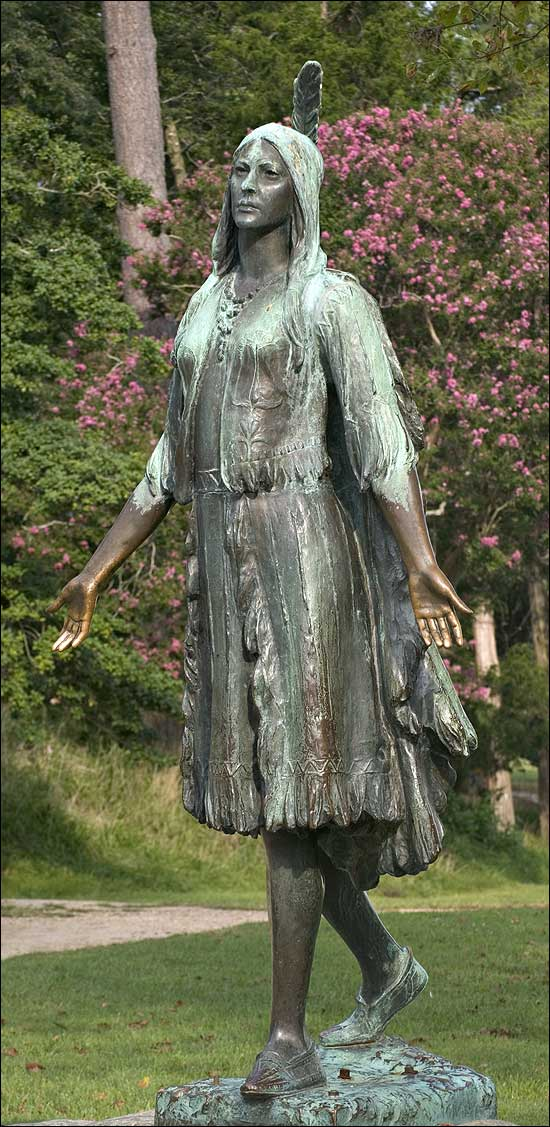
بوكاهانتس

بوكاهانتس (Pocahontas) ـ (حوالي 1595 ـ 1617) هي فتاة أمريكية أصلية كانت ابنة لزعيم قبيلة من الهنود الحمر. ولدت حوالي سنة 1595م وكان اسمها عند ولادتها ماتواكا. وقد أُسرت أثناء المعارك بين الإنجليز والهنود الحمر سنة 1613م وطلب الإنجليز فدية من قومها. تحولت إلى المسيحية أثناء أسرها وتسمت باسم ريبيكا، وعندما جاءتها الفرصة للعودة إلى قومها اختارت البقاء مع الإنجليز. وفي أبريل 1614متزوجت برجل أحبته من مزارعي التبغ إنجليزيًا يدعى جون رولف، وفي يناير 1615 م ولدت له ابنًا سماه توماس رولف، وفي نفس العام صحبت بوكاهانتس زوجها إلى بريطانيا، حيث قُدمت إلى المجتمع الإنجليزي كمثال «للهمجية المتمدنة» فنالت قدرًا من الشهرة وحضرت بعض المناسبات الاجتماعية في لندن. لكن بوكاهانتس ما لبثت أن توفيت في مارس 1617م ولم تبلغ بعد الثانية والعشرين من عمرها، ودفنت في إنجلترا في قبر لا يعلم مكانه على وجه التحديد.
كما أن هناك فيلماً ومسلسلا لرسوم متحركة من جزئين يتناول قصة هذة الأميرة الهندية، المسماة بوكهانتس حيث يبدأ الفيلم بمجموعة من بحارة وجنود بريطانيا بينهم جون سميث في رحلة إلى أمريكا وعندما يصلوا يقابل جون سميت الأميرة بوكوهانتس حيث يقع كلا منهما في حب الآخر، ثم يتهم جون بقتل شاب هندى وهو خطيب بوكوهانتس ويحكم عليه بالموت ولكن بوكاهانتس تشفع له، ويصاب جون برصاصة من قبل قائد البريطانيين كان يقصد اصابة زعيم الهنود بها.
وفي اخر مشهد يرحل جون تاركا بوكاهانتس على امل اللقاء مرة اخري.
اما الجزء الثانى فأن اشاعات بمقتل سميث تنتشر وتظل بوكاهانتس على ذكراه.حتى تذهب إلى بريطانيا لعرض قضيتها هي وشعبها ولتكن مثال للهمجية المتمدنة وهناك تلتقى بجون رولف الذي تتزوجه مفضلة إياه عن جون سميث الذي يتضح فيما بعد ان موته كان مجرد اشاعة.
ولكن قد يكون هذا الكارتون يصيبه بعض الانحراف عن القصة الحقيقية.
وتبقي بوكاهانتس جزء من التراث الأمريكي

## معرض صور

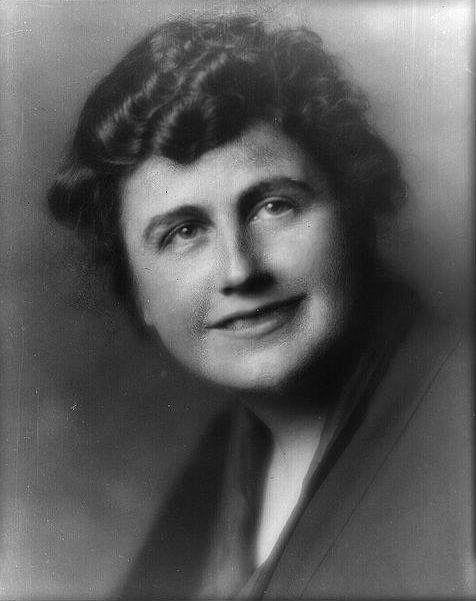
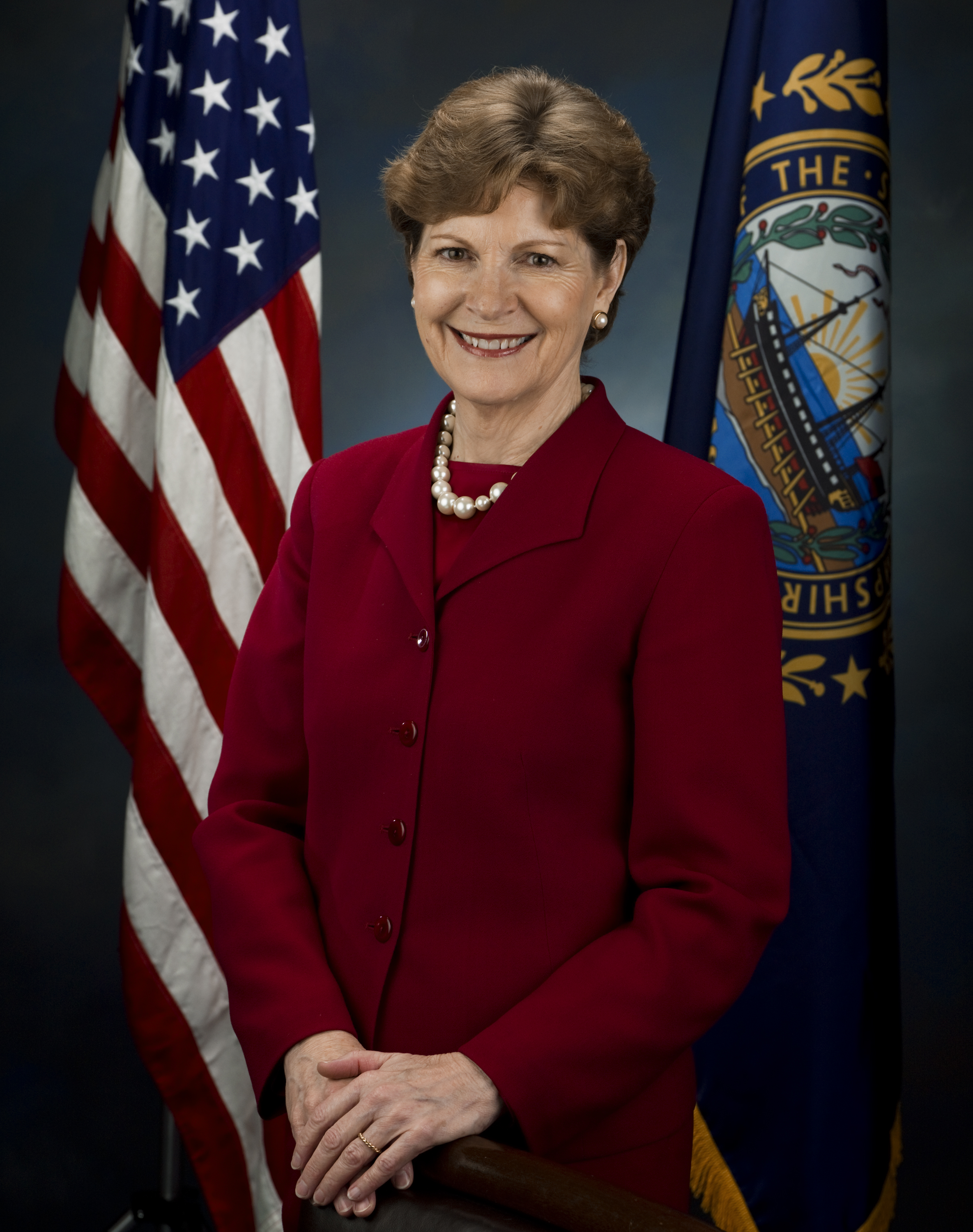
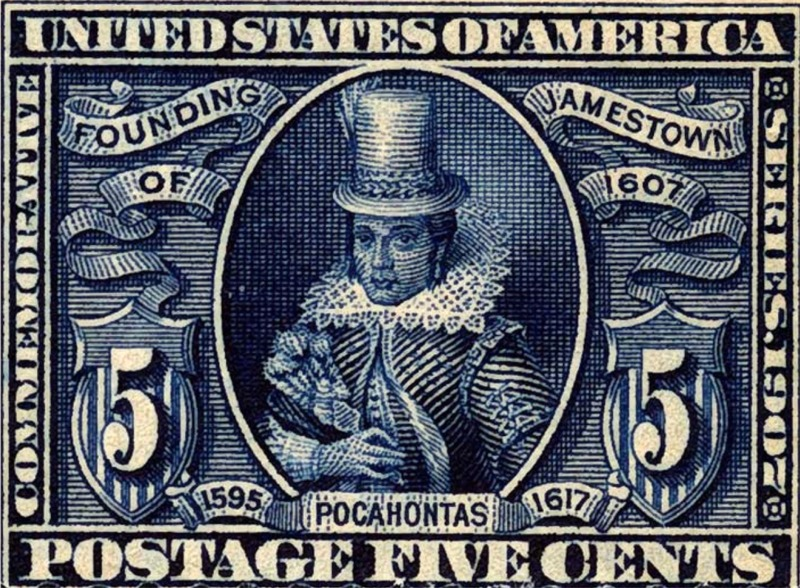